# Franz Josef Dazert
Franz Josef Dazert (* 26. Januar 1925 in Irlich, Landkreis Neuwied; † 17. April 2022) war ein deutscher Industriemanager.

## Leben
Franz Josef Dazert, Sohn eines niederrheinischen Einzelhändlers, wurde als 18-Jähriger zum Kriegsdienst verpflichtet. 1945 kehrte er aus der Kriegsgefangenschaft zurück und begann im September 1945 ein Volontariat bei Fa. Wilhelm Jaeniche in Leusheim und der Hilgers AG in Rheinbrohl. Von 1946 bis 1949 studierte er Volkswirtschaftslehre an der Albert-Ludwigs-Universität Freiburg. 1950 wurde er mit der Arbeit Wirtschaftspolitische Forderungen deutscher landwirtschaftlicher Interessenvertretungen in der Zeit von 1918 bis 1932 und ihre Konsequenzen für die Wirtschaftsordnung  in Freiburg zum Dr. rer. pol. promoviert.
Dazert war zunächst als Unternehmensberater tätig. 1958 holte ihn Georg Fürst von Waldburg zu Zeil und Trauchburg als Generalbevollmächtigten in sein Familienunternehmen. 1969 wurde er Vorstandsmitglied bei der Württembergischen Metallwarenfabrik (WMF) in Geislingen; 1970 wurde er Nachfolger von Arthur Burkhardt als Vorstandssprecher von WMF.
Von 1974 bis 1989 war Dazert Vorstands-, danach Aufsichtsratschef von Salamander und ab 2001 Ehrenvorsitzender des Aufsichtsrates von Salamander im schwäbischen Kornwestheim.
Nach seinem Ausstieg als Gesellschafter des Allgäuer Zeitungsverlages 2002 gründete er zusammen mit seiner Frau Gisela Dazert, einer Zahnmedizinerin, die Dr. Dazert-Stiftung mit Sitz in Kempten. Er hat zahlreiche Ehrenämter inne, wie beispielsweise als Ehren-Kulturbotschafter der EUREGIO VIA SALINA. 1961 war er zusammen mit Georg von Waldburg zu Zeil und Trauchburg, Vitalis Altthaler OSB, Michael Fellner, Adolf Pirrung und weiteren Gründungsvorstand der Vereinigung der Freunde der Benediktinerabtei Ottobeuren e. V. Franz Josef Dazert engagierte sich für die Katholische Soziallehre.
1963 wurde er von Kardinal-Großmeister Eugène Tisserant zum Ritter des Ritterordens vom Heiligen Grab zu Jerusalem ernannt und am 7. Dezember 1963 im Kölner Dom durch Lorenz Kardinal Jaeger, Großprior des Ordens, investiert.
Franz Josef Dazert starb Mitte April 2022 im Alter von 97 Jahren.

## Ehrungen und Auszeichnungen
- Verdienstorden der Bundesrepublik Deutschland (Großes Verdienstkreuz; 1985)
- Verdienstorden des Landes Baden-Württemberg (Verdienstmedaille; 1995)
- Ehrensenatorenwürde der Universität Konstanz (1998)
- Kurt Lion-Medaille für Freunde und Förderer der Universität Konstanz (2005)
- Ehrenring der Gemeinde Ottobeuren